# Michał Żyro
Michał Żyro (* 20. září 1992, Varšava, Polsko) je polský fotbalový záložník a reprezentant, který v současné době hraje v klubu Pogoń Szczecin.

## Klubová kariéra
V Polsku hrál za kluby KS Piaseczno (zde v mládežnických týmech) a Legia Warszawa (v mládeži a poté v A-týmu). V zimní pauze sezóny 2015/16 přestoupil do anglického klubu Wolverhampton Wanderers (v anglických soutěžích se na rozdíl od polských zimní přestávka nekoná).

## Reprezentační kariéra
V A-týmu Polska debutoval 13. května 2014 pod trenérem Adamem Nawałkou v přátelském utkání v Hamburku s Německem (remíza 0:0).